# Attapulgus (Géorgie)
Attapulgus est une ville américaine située dans le comté de Decatur, en Géorgie. Selon le recensement de 2020, sa population est de 454 habitants.